# Antoniterhof (Oberbolheim)

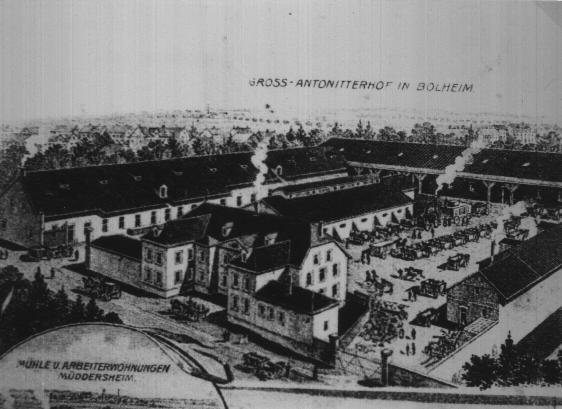
Postkarte von etwa 1900

Der Antoniterhof war ein Gutshof, der im alten Oberbolheim in der Gemeinde Nörvenich im nordrhein-westfälischen Kreis Düren stand.
Der damalige Ort Oberbolheim wurde um 1969 wegen des Fliegerhorstes Nörvenich umgesiedelt. Das Dorf mit dem Antoniterhof wurde abgerissen.
Der Antoniterhof ist für das Jahr 1390 erstmals als Gut der Kölner Antoniter genannt, und zwar in direkter Nähe der Antoniuskapelle. Die Familie von Govaerts besaß das Gut nach der Säkularisation. In der Mitte des 19. Jahrhunderts ging das Anwesen an die Familie Wolff-Metternich zu Gymnich. Mit anderem Besitz in Nörvenich kam es dann an die Vicomtesse de Maistre, die eine geborene Wolff-Metternich war. 
Das Herrenhaus war ein dreiflügeliger zweigeschossiger Putzbau des 18. bis 19. Jahrhunderts mit den Wappen von Wolff-Metternich und Bocholtz-Asseburg über der Tür. Die Wirtschaftsgebäude waren neuen Datums. 
Der Gutsbesitzer J. N. Limbourg sammelte alte landwirtschaftliche Geräte und Möbel des 18. Jahrhunderts. 
Letzter Besitzer war die Familie Paeffgen, die heute eine Landwirtschaft, eine Kornbrennerei und eine Biogasanlage westlich von Hochkirchen betreibt. Sie siedelte Anfang der 1970er Jahre um.